# Павленко Вадим Іванович
Вади́м Іва́нович Павле́нко (рос. Вадим Иванович Павленко, нар. 3 січня 1955, Москва — пом. 6 жовтня 2000, Москва) — радянський футболіст, що грав на позиції нападника. Майстер спорту СРСР.
Виступав, зокрема, за «Динамо» (Москва), у складі якого став чемпіоном СРСР та включався до списку 33 найкращих футболістів сезону в СРСР.

## Ігрова кар'єра
Вихованець московської СДЮСШОР «Динамо». В 1972–1973 роках виступав за дублюючий склад клубу.
У дорослому футболі дебютував 1974 року виступами за команду клубу «Динамо» (Москва). В першому ж сезоні провів за клуб 28 матчів, забив 16 голів і був включений в список 33 найкращих футболістів сезону. У наступному році став бронзовим призером чемпіонату. А у сезоні 1976 року через травму зіграв лише 8 матчів, але завоював золоті медалі весняного чемпіонату.
1977 року приєднався до московського «Спартака», який виступав в першій лізі. В 1977 році під керівництвом Костянтина Бєскова переміг у першій лізі і вийшов з клубом у вищу лігу. Всього відіграв за московських спартаківців два сезони своєї ігрової кар'єри. Граючи у складі московського «Спартака» також здебільшого виходив на поле в основному складі команди і був серед найкращих голеодорів, відзначаючись забитим голом в середньому щонайменше у кожній третій грі чемпіонату.
В 1979 році перше коло чемпіонату грав в «Тереку», а в серпні повернувся в «Динамо», але після закінчення сезону покинув команду та перейшов в дніпропетровське «Дніпро», з яким у сезоні 1980 року зайняв друге місце в Першій лізі і вийшов до Вищої, де і продовжив виступати.
Завершив професійну ігрову кар'єру у першоліговому клубі «Спартак» (Кострома), за який виступав протягом сезону 1982 року.
Помер 6 жовтня 2000 року на 46-му році життя у місті Москва.

## Досягнення
- Чемпіон СРСР: 1976 (весна)
- В списку 33 найкращих футболістів сезону в СРСР: № 3 (1974)
- Найкращий дебютант сезону: 1974